# يوري بيكوف
يوري بيكوف (بالروسية: Юрий Анатольевич Быков)‏ هو منتج أفلام وكاتب سيناريو ومؤلف موسيقى تصويرية ومخرج وممثل روسي، ولد في 15 أغسطس 1981 في روسيا. من الجوائز التي نالها جائزة نيكا.

## أعمال

### أفلام
- (2014) الأحمق[4][5]

## جوائز
- جائزة نيكا

## وصلات خارجية
- يوري بيكوف على موقع IMDb (الإنجليزية)
- يوري بيكوف على موقع ألو سيني (الفرنسية)
- يوري بيكوف على موقع أول موفي (الإنجليزية)
- يوري بيكوف على موقع قاعدة بيانات الفيلم (الإنجليزية)
- يوري بيكوف على موقع كينوبويسك (الروسية)